# Impromptu pour harpe
Impromptu (pour harpe) is een compositie voor harp (solo) van Albert Roussel.
Impromptu is een overgangswerk en laat een mengeling horen van de Indiase muziek uit Roussels opera Padmâvatî en het impressionisme. Van die laatste stroming probeerde Roussel in de volgende werken los te komen. Het werk heeft voor de harp een atypisch begin. In het stuk komt de arpeggio maar zelden voor.
Het werk is opgedragen aan de fameuze harpiste Lily Laskine (1893-1988).